# Ceratozamia becerrae
Ceratozamia becerrae là một loài thực vật hạt trần trong họ Zamiaceae. Loài này được Pérez-Farr., Vovides & Schutzman mô tả khoa học đầu tiên năm 2004.